# Evolution (альбом Тони Макалпина)
Evolution — шестой сольный студийный альбом гитариста-виртуоза Тони Макалпина, выпущен в 1995 году на Shrapnel Records.

## Список композиций
Все композиции написаны Тони Макалпином, кроме (07).
1. The Sage — 4:48
2. Oversea Evolutione — 4:49
3. Eccentriste — 5:51
4. Time Tablee — 6:20
5. Seville — 6:05
6. Futurism — 5:13
7. Etude nr. 5 Opus 10 — 1:45
8. Powerfield — 4:18
9. Plastic People — 4:20
10. Sinfonia — 5:35
11. Asturias KV467 nr. 21 — 5:32

## Участники записи
- Тони Макалпин — гитары, клавишные, фортепиано
- Tony Franklin — бас
- Mike Terrana — барабаны